# Övre Vuottasjaure
Övre Vuottasjaure är en sjö i Gällivare kommun i Lappland och ingår i Råneälvens huvudavrinningsområde. Sjön har en area på 0,253 kvadratkilometer och ligger 280 meter över havet. Sjön avvattnas av vattendraget Vuottasbäcken.

## Delavrinningsområde
Övre Vuottasjaure ingår i det delavrinningsområde (738181-176246) som SMHI kallar för Vid mätstation Vuoddasbäcken. Medelhöjden är 300 meter över havet och ytan är 41,29 kvadratkilometer. Det finns inga avrinningsområden uppströms utan avrinningsområdet är högsta punkten. Vuottasbäcken som avvattnar avrinningsområdet har biflödesordning 3, vilket innebär att vattnet flödar genom totalt 3 vattendrag innan det når havet efter 97 kilometer. Avrinningsområdet består mestadels av skog (78 procent) och sankmarker (20 procent). Avrinningsområdet har 0,25 kvadratkilometer vattenytor vilket ger det en sjöprocent på 0,6 procent.